# Illana
Illana é um município da Espanha na província de Guadalajara, comunidade autónoma de Castilla-La Mancha, de área 94 km² com população de 828 habitantes (2007) e densidade populacional de 10,59 hab/km².

## Demografia
| Variação demográfica do município entre 1991 e 2004 | Variação demográfica do município entre 1991 e 2004 | Variação demográfica do município entre 1991 e 2004 | Variação demográfica do município entre 1991 e 2004 |
| --------------------------------------------------- | --------------------------------------------------- | --------------------------------------------------- | --------------------------------------------------- |
| 1991                                                | 1996                                                | 2001                                                | 2004                                                |
| 658                                                 | 702                                                 | 697                                                 | 747                                                 |

Illana também é um nome feminino de origem hebraica e quer dizer árvore frondosa, que dá bons frutos. 
Pode ser escrito de várias formas, como:
- Ilana (o que originou outras formas, citadas a seguir)
- Illanna
- Illana
- Ilanna
- Etc...